# Gretton
Gretton is een civil parish in het bestuurlijke gebied Corby, in het Engelse graafschap Northamptonshire met 1285 inwoners.

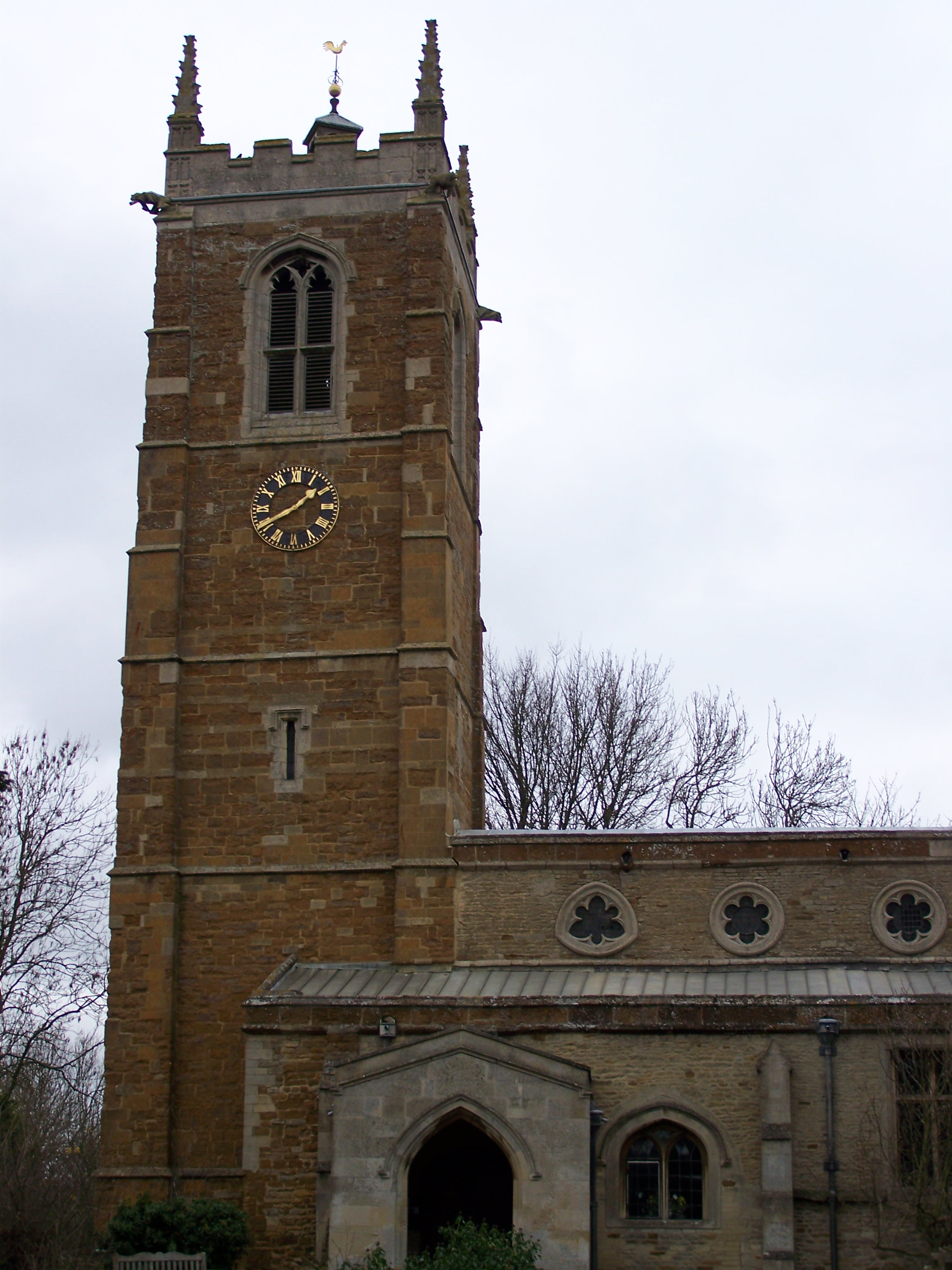
St James' Church